# Histoire du Bas-Empire romain
L'histoire du Bas-Empire romain traite de l'histoire de l'Empire romain depuis le début du règne de Dioclétien en 284 apr. J.-C. et l'établissement de la Tétrarchie en 293 apr. J.-C., jusqu'à la mort d'Héraclius en 641 apr. J.-C.

## Contexte
L'Empire  traverse une période critique de crise après l'assassinat de l'empereur Sévère Alexandre en 235. Au cours des cinquante années suivantes, vingt empereurs ont régné, et la plupart d'entre eux ont été assassinés par leurs propres troupes. Les responsables locaux et les commandants militaires ont pris le contrôle  de l'administration de l'État dans de vastes régions dont l'Empire gaulois le long du Limes de Germanie, et l'empire palmyrénien de la reine Zénobie en Syrie,. À l'est, les Sassanides perses qui ont remplacé les Arsacides parthes  adopté une politique offensive contre Rome. Avec l'émergence de l'Empire sassanide, Rome cesse d'être la seule grande puissance du Proche-Orient. À l'ouest, une  grande confédération prend la place des petites tribus germaniques. Parmi la nouvelle fédération tribale, les Francs vivent le long du Bas-Rhin, les Alamans sur le Haut-Rhin et les Goths près du Bas-Danube. L'Empire romain  survit à la crise avec des pertes territoriales minimes : seules la Dacie au nord du Bas-Danube et les Agri Decumates dans la région de la Forêt-Noire sont  abandonnés dans les années 270. L'Égypte et l'Afrique du Nord, les régions économiquement  précieuses sont éloignées des principaux théâtres de guerre et sont restées presque indemnes.
Au IIIe siècle, l'armée grandit  et les soldats ne sont plus tenus à l'écart des territoires centraux. Le paiement  des soldats ne peut être assuré que par l' avilissement régulier des pièces d'argent romaines, les denarii. Dès que la population se rend compte que la valeur faciale des denarii en circulation est supérieure à leur teneur en argent et l'inflation est incontrôlable. Les anciennes pièces de monnaie contenant de l'argent ou de l'or sont retirées de la circulation et conservées. L'inflation  accroit l'importance de l'imposition en nature. Demandes régulières d'annona militaris, l'approvisionnement obligatoire en céréales de l'armée et l'angaria, les transports militaires obligatoires exercent une pression sur la population des régions militarisées. Les villes orientales, comme Antioche et Athènes, peuvent récupérer les terres envahies des forces ennemies, mais les villes des provinces occidentales moins prospères déclinent.
La réticence des chrétiens à faire des sacrifices est inacceptable pour la plupart des Romains. Des auteurs classiques comme Tacite et Pline le Jeune décrivent les chrétiens comme des opposants aux valeurs romaines traditionnelles. Bien que le christianisme ait été interdits, les chrétiens ne sont persécutés que sporadiquement, et principalement des extrémistes fanatiques, en particulier les montanistes phrygiens, ont été condamnés à mort. D'importantes communautés chrétiennes existent dans les plus grands centres urbains, comme Rome, Antioche, Alexandrie et Carthage, et leur taille grandit  dans la première moitié du IIIe siècle. Convaincu que le laxisme religieux menace la sécurité nationale, l'empereur Dèce ordonne en 249 que tous les citoyens fassent des  sacrifices aux dieux. Au cours de la persécution qui a suivi, un grand nombre de chrétiens récalcitrants sont exécutés ou contraints à l'exil. Decius mourut en combattant les Goths en 251, mais cinq ans plus tard, Valérien reprend la persécution qui dure jusqu'à ce qu'il soit capturé par les troupes sassanides lors de la bataille d'Édesse en 260. L'empereur Carus se lance dans une nouvelle invasion de l'empire sassanide, mais en juillet 283, un éclair le frappe à mort dans la capitale perse, Ctésiphon. Son fils cadet Numérien abandonne la campagne, mais il meurt en hivernant dans les provinces de l'Est.

## Tétrarchie

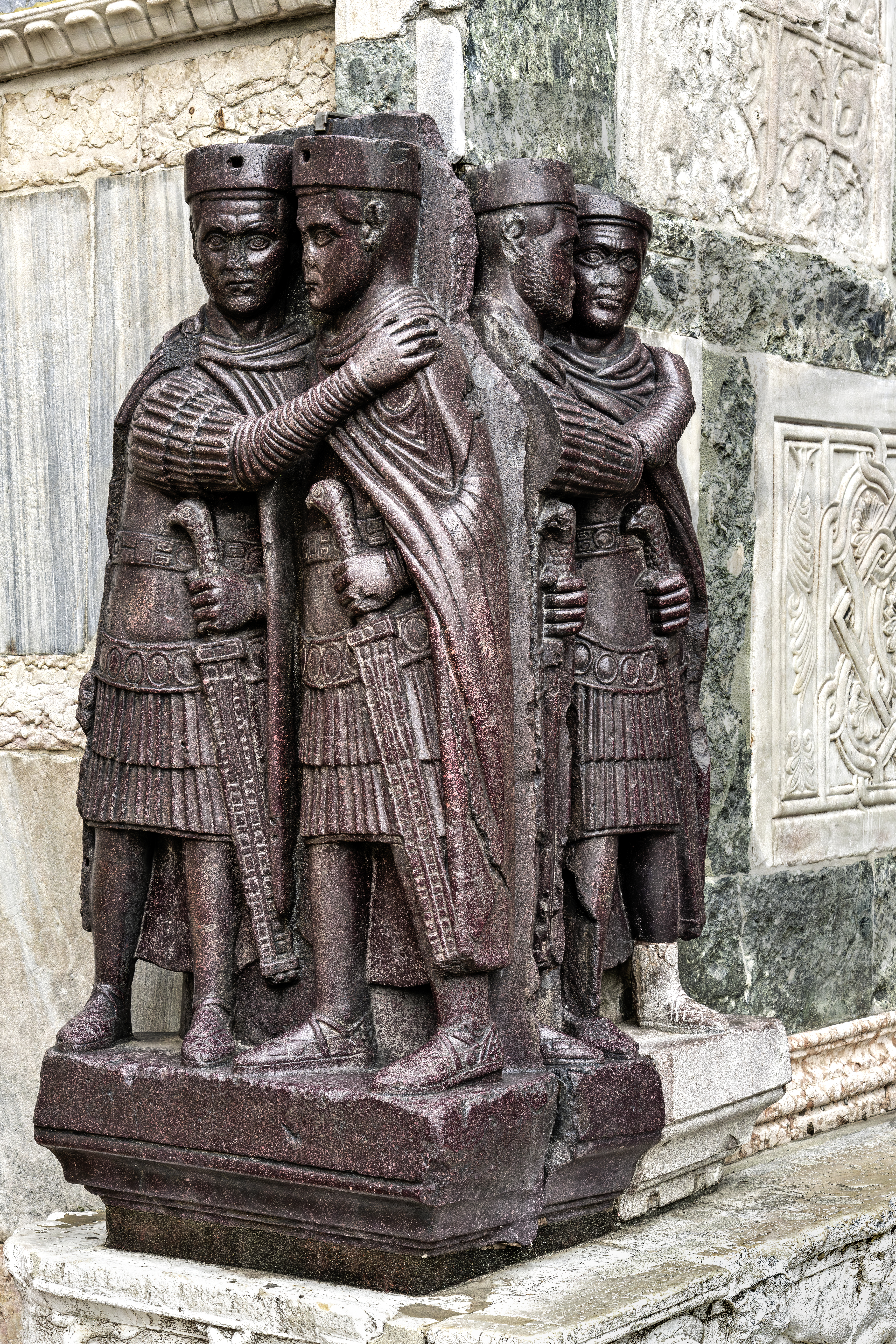
Portrait des quatre tétrarques (Basilique Saint-Marc, Venise)

En apprenant la mort de Carus et de Numérien, des officiers supérieurs séjournant à Nicomédie proclament empereur le 20 novembre 284 l'Illyrien Dioclétien. Dioclétien marche vers Illyricum pour combattre le fils aîné de Carus, Carin qui est assassiné par l'un de ses  vassaux lors de la bataille du Margus.  Dioclétien, qui n'a pas de fils, fait d'un officier pannonien Maximien son co-dirigeant, d'abord en tant que César en 285, puis en tant qu' Auguste junior en 286. L'accord de partage du pouvoir s'avère durable, Dioclétien régnant principalement à l'Est et Maximien à l'Ouest. En 293  lorsque Dioclétien nomme deux officiers d'Illyricum, Constantius Chlorus et Galerius, comme Césars , la diarchie se transforme en une tétrarchie , la règle de quatre co-empereurs. La relation entre les quatre empereurs est renforcée par des alliances de mariage : Galère  épouse la fille de Dioclétien, Galeria Valeria, et Constance la fille de Maximien, Theodora,.
Les mouvements sécessionnistes se  poursuivent. Un commandant militaire mutin Carausius, domine la Grande-Bretagne et le nord de la Gaule de 286 jusqu'à ce que Constance le vainc en 293. Domitius Domitianus  gouverne l'Égypte jusqu'à ce que Dioclétien prenne Alexandrie en 297.  Les tétrarques  lancent des campagnes militaires le long des régions frontalières et  restaurent son contrôle stratégique. Galerius force le roi perse, Narseh à céder à Rome des terres le long du fleuve Tigre  et réimpose la suzeraineté romaine sur le royaume d'Ibérie. Dioclétien et Galère  mènent le long du Danube des guerres contre les Goths, les Carpes, les Sarmates, les  Quades et les Marcomans. Maximien et Constance battent les Francs sur le Rhin. Maximien part en guerre contre les Quinquegentiens (« Cinq Peuples ») en Maurétanie.  La coopération et les réalisations militaires des quatre co-dirigeants créent une période de stabilité, permettant l'introduction de réformes administratives et financières comme la réorganisation des provinces et le développement d'un système fiscal. Dioclétien est convaincu que l'intégrité de l'empire ne peut être renforcé que par le renouvellement de la religion traditionnelle et  en 303 interdit le christianisme .  Au cours de la Grande persécution qui suit, les chrétiens subissent le martyre,.
La première tétrarchie se termine le 1er mai 305 par un acte inédit, la retraite volontaire de Dioclétien et Maximien. À cette occasion, Galerius et Constantius Chlorus sont promus au grade d'Auguste, et deux commandants militaires illyriens, Maximinus Daia et Valerius Severus, sont nommés nouveaux Césars. Leur nomination démontre l'influence de Galère sur Dioclétien malade : Maximinus Daia est son neveu et Valerius Severus son ami. Bien que le fils de Constance, Constantin, et le fils de Maximien, Maxence, soient adultes, la composition de la nouvelle tétrarchie ignore leurs prétentions à succéder à leurs pères. Lorsque Constantius Chlorus meurt en Grande-Bretagne le 25 juillet 306, ses troupes proclament Constantin comme son successeur. Trois mois plus tard, Maxence prend le contrôle du sud et du centre de l'Italie et de l'Afrique. Valerius Severus attaque Maxence, mais ses troupes qui ont servi sous Maximien se mutinent et le capturent. Au printemps 307, après s'être emparé du nord de l'Italie, Maxence persuade son père d'abandonner sa retraite et de régner à nouveau sous le nom d'Auguste. Constantin épouse la fille de Maximien, Fausta, et son nouveau beau-père le nomme Auguste. Après un conflit entre Maximien et Maxence, Maximien se réfugie à Constantine, et le gouverneur d'Afrique, Domitius Alexandre prend le titre impérial.
En novembre 308, pour faire face à la situation chaotique, Galère convainc Dioclétien de présider une conférence à Carnuntum. La conférence établit une nouvelle tétrarchie, avec Galerius et son protégé dace, Licinius comme Augusti  et Maximinus Daia et Constantin comme Caesares. Ni Maximinus ni Constantin n'ont acquiescé à leur dégradation et Maxence et Domitius Alexandre insistent sur leur statut impérial. Maxence envoie un corps expéditionnaire contre Domitius Alexandre et reconquiert l'Afrique, tandis que Maximien organise un coup d'État contre Constantin. Le coup d'État échoue et Maximien est contraint de se suicider à l'été 310. En mai 311, après la mort de Galère, le dernier dirigeant survivant de la première tétrarchie , Constantin fait  alliance avec Licinius contre Maxence et Maximinus Daia. Maxence meurt le 28 octobre 312 en combattant Constantin lors de la bataille du pont Milvius  et Licinius met en déroute Maximinus Daia en Thrace le 30 avril 313.  

## Vers la christianisation

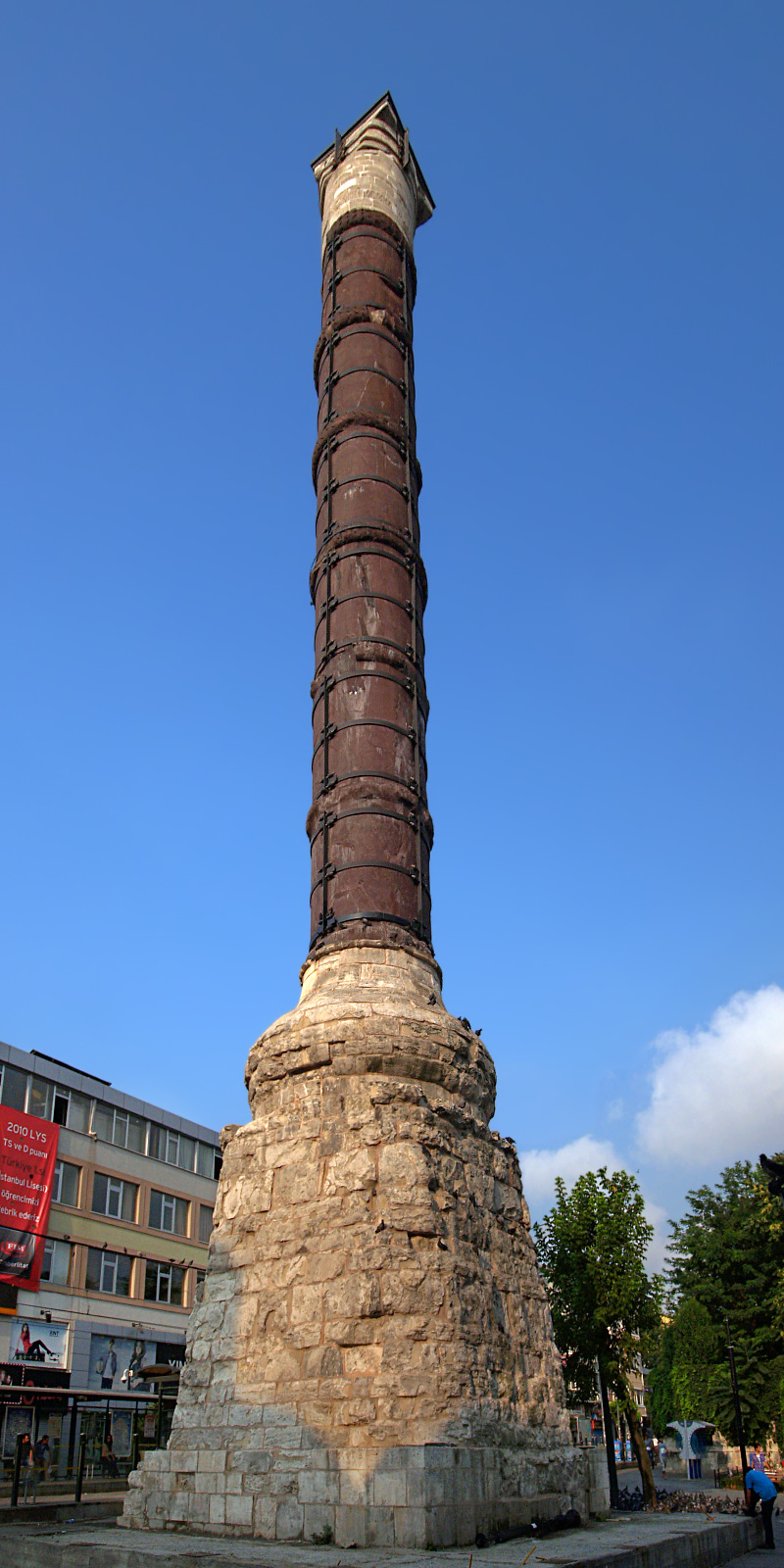
Colonne de Constantin commémorant l'établissement de Constantinople comme nouvelle capitale de l'Empire romain (Istanbul, Turquie)

Licinius n'a pas encore gagné sa guerre contre Maximinus Daia lorsqu'il épouse  en février 313 à Milan la demi-sœur de Constantin Flavia Julia Constantia. Les deux empereurs publient conjointement une loi sur la tolérance religieuse, connue sous le nom d'édit de Milan. N'étant plus exclus du service impérial, les chrétiens peuvent désormais avoir de brillantes carrières, comme Ablabius, un Grec d'origine modeste, qui occupe les plus hautes fonctions entre 324 et 331,. Les relations entre les deux empereurs se tendent et Constantin s'empare par la force en 318 des diocèses des Pannonies et de Mésie. Six ans plus tard, Constantin lance une nouvelle attaque contre Licinius et le force à abdiquer. En un an, Licinius et son fils d'environ dix ans eu avec Constantia, également appelé Licinius, sont exécutés. L'enfant avait été nommé César avec les deux fils aînés de Constantin, Crispus et Constantin IIe en 317. La mère de Crispus, Minervina est la première épouse de Constantin, tandis que le jeune Constantin est fils de Fausta. En 326, Crispus et Fausta sont exécutés à la suite d'accusations de relation adultère,. Toujours hostile au premier empereur chrétien, Zosime fait allusion au fait que la conversion réelle de Constantin au christianisme est la conséquence de leur exécution, car seul le christianisme lui a offert l'absolution pour son péché. Constantin fait ses fils cadets issus de son union avec Fausta, Constance II et Constant Ier, et son neveu Dalmatius Césars, et nomme le frère de Dalmatius, Hannibalianus, souverain des régions pontiques,.
Constantin poursuit les réformes administratives et financières de Dioclétien, mais l'éthique chrétienne a  un impact sur sa législation. Il interdit les jeux de gladiateurs et promeut les courses de chars moins violentes. Il interdit le marquage au fer des esclaves sur le front, abolit les peines de célibat et offre un soutien financier aux parents pauvres pour décourager l'infanticide. D'autre part, il  prescrit qu'une infirmière esclave participant à l'enlèvement d'une fille soit punie avec du plomb fondu versé dans sa gorge, et une femme qui abandonne son mari doit être bannie sans le sou sur une île éloignée,. En 324, Constantin  établit une nouvelle ville à un endroit facilement défendable sur le site de l'ancienne polis grecque de Byzance sur le Bosphore. En quatre ans, sa « Nouvelle Rome » est entourée de murs enfermant environ 600 hectares de terre digne d'une capitale impériale. Le 11 mai 330, la ville est consacrée sous le nom de Constantinople. Constantin lance des campagnes victorieuses contre les Goths en 332 et 336, et contre les Sarmates en 334. Le nouveau roi perse Chapour II envahit l'Arménie et expulse le roi client romain Tigrane VII. Constantin décide de lancer une contre-attaque, mais il meurt subitement le 22 mai 337. Ses demi-frères et leurs fils sont massacrés probablement à Constance. Seuls deux enfants Gallus et Julien survivent.
Constantin IIe, Constance IIe, et Constant se rencontrent en Pannonie en septembre 337. Ils prennent le titre d'Auguste et divisent l'empire, Constantin gouvernant les régions occidentales, Constant les régions centrales et Constance les régions orientales. Constance restaure le protectorat romain sur l'Arménie et assure le contrôle romain des régions frontalières orientales grâce à une série de campagnes militaires contre la Perse,. En 340, Constantin attaque Constant et meurt en combattant à Aquilée. Constant s'empare de son territoire, mais il n'a pas le soutien de l'armée. Commandant militaire d'origine germanique, Magnence organise un coup d'État contre lui en Gaule et, au début de 350, Constant est assassiné par ses troupes. À Illyricum, un autre officier de haut rang, Vétranion assume le titre impérial  avec le soutien de la sœur de Constant, Constantina. Après avoir vaincu les Perses à Nusaybin Constance s'occupe des usurpateurs. Il force Vetranion à se rendre et marie Constantina à leur cousin, Gallus, qu'il a nommé César avec la responsabilité de la frontière orientale. Constance inflige trois défaites à Magnence qui se suicide en 352. Gallus se montre incompétent pour gouverner : il  écrase une révolte juive avec cruauté  et ordonne sur de fausses accusations l'exécution de citoyens. Il est emprisonné et exécuté sur ordre de Constance en 354. Constance charge le jeune demi-frère de Gallus, Julien César du commandement de la Gaule et retourne en Mésopotamie pour repousser une invasion perse. Il ordonne à Julien d'envoyer des troupes gauloises à l'est, mais elles se révoltent et proclament Julien Auguste. Constance part pour l'ouest pour combattre Julien, mais il meurt subitement en Cilicie en novembre 361. Pour éviter une guerre civile, les troupes de Constance reconnaissent Julien comme son unique successeur,.
Julien  reçoit une éducation chrétienne, mais   dans sa jeunesse est captivé par le mysticisme néoplatonicien. Sous le règne de Constance IIe, il doit dissimuler ses sympathies païennes. Il  déclare  la restauration de la tolérance religieuse, mais il interdit aux chrétiens d'enseigner la  rhétorique et la grammaire. Son invasion de la Perse échoue. Alors que son armée se retire de Mésopotamie, il est tué dans une escarmouche le 26 juin 363.   Après qu'un fonctionnaire païen de haut rang, Salutius, ait refusé le titre impérial, un commandant militaire chrétien, Jovien est proclamé empereur. Il abandonne les territoires romains de Mésopotamie et reconnait le protectorat persan sur l'Arménie en échange d'un traité de paix de trente ans avec Shapur IIe. Il meurt subitement en février 364,

## Défaites et reconstruction

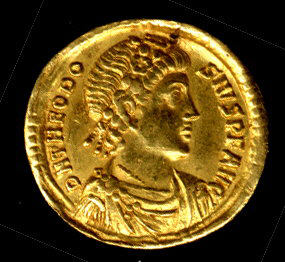
Solidus d'or de Théodose I, le dernier empereur à gouverner un Empire romain uni

Les commandants de l'armée de Jovian discutent de sa succession avec des fonctionnaires civils à Nicée. Le 26 février 364, ils élisent empereur un tribun pannonien Valentinien Ier et environ un mois plus tard, Valentinien  nomme son jeune frère Valens co-dirigeant. Ils se partagent l'empire avec Valentinien régnant à l'ouest et Valens à l'est. Après une grave maladie, Valentinien fait de son fils Gratien le troisième co-empereur. Bien que Pictes, Scots, Attacotti, Alamans, Saxons, Quades, Sarmates et Goths aient lancé des raids réguliers à travers les frontières impériales, l'armée romaine pacifie la situation. À l'est, Valens doit faire face à une rébellion du parent de Julien, Procope qui est  écrasée en Lydie en 366. Après avoir lancé deux invasions à travers le Bas-Danube, Valens force les Goths à renoncer à leur prétention à une contribution annuelle de Rome.  Quand Valentinien est mort en novembre 375, les chefs de son armée proclament son fils de quatre ans Valentinien II empereur. Gratien reconnaît la promotion de son demi-frère, mais en pratique, il dirige seul la partie occidentale de l'empire.
À partir des années 350, les Huns nomades envahissaient les steppes pontiques par l'est, et les indigènes ne peuvent résister. À l'été 376, des milliers de Goths fuyant les Huns se rassemblent le long de la rive nord du Bas-Danube pour demander asile dans l'Empire romain. Les considérant comme des recrues potentielles, Valens leur permet de s'installer en Thrace, mais le manque de nourriture et les abus des fonctionnaires romains indignent les Goths. D'autres vagues de demandeurs d'asile traversent la rivière et les Goths se révoltent. Valens concentre ses troupes à Antioche en vue d'une campagne militaire contre la Perse, et les troupes romaines laissées dans les Balkans ne peuvent mater la rébellion. Valens demande l'aide militaire de Gratien, tandis que les Goths engagent des Huns et des Alains afin d'envahir le territoire romain. Sans attendre l'arrivée des renforts de l'ouest, Valens affronte les Goths à Andrinople le 9 août 378. L' armée romaine orientale est défaite et Valens meurt sur le champ de bataille,. Au début de 379 Gratien nomme le général Théodose afin de faire face à la détérioration de la situation dans les Balkans et lui décerne le titre d'Auguste. Théodose recrute de nouvelles troupes, mais ne pouvant vaincre les rebelles, le conflit se termine par un compromis en 382 : les Goths sont autorisés à s'installer en groupe en Thrace et en Pannonie en tant que foederati, ou alliés sans être sous l'autorité des fonctionnaires romains. Théodose a nommé son fils aîné Arcadius co-empereur.
Le favoritisme de Gratien envers ses mercenaires Alans indigne les troupes romaines en Grande-Bretagne qui proclament en 383 empereur leur commandant Magnus Maximus. Gratien est assassiné par ses gardes en août et Maximus prend le contrôle des provinces occidentales au nord des Alpes. Il envahit l'Italie et force le jeune Valentinien IIe et sa famille à se réfugier à Thessalonique en 387. Après avoir épousé la sœur de Valentinien Galla, Théodose lance une attaque  contre Maximus. Incapable de résister, Maximus est capturé et exécuté à Aquilée. En 388, Valentinien retourne en Occident, Théodose nomme un commandant militaire franc Arbogast comme tuteur du jeune empereur. À l'est, Théodose et le roi sassanide Chapour III divisent l'Arménie afin éviter une nouvelle guerre. L'Arménie occidentale est incorporée à l'Empire romain, mais les nouvelles provinces sont gouvernées par des gouverneurs locaux arméniens. Arbogast désobéit aux ordres de Valentinien et le jeune empereur se suicide en 392. Avec le soutien d'Arbogast, un aristocrate païen romain, Eugène est proclamé empereur. Théodose élève son fils cadet Honorius au rang d'Auguste avant de partir pour une campagne militaire contre Eugène. Il inflige une défaite décisive à l'usurpateur lors de la bataille du Frigidus le 6 septembre 394. Il réunifie l'Empire romain, mais il meurt le 17 janvier 395. 

## Empire divisé

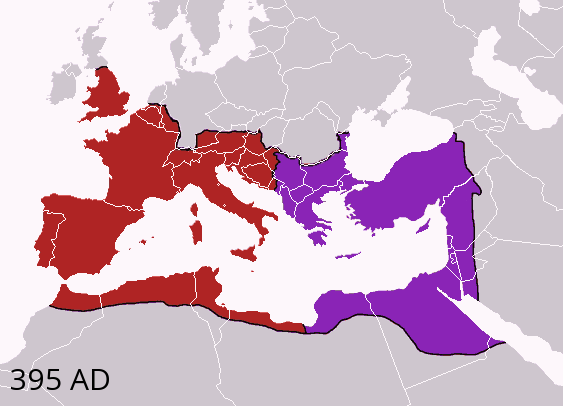
Carte de l'Empire romain, après sa division en 395, partagé entre une partie occidentale (en rouge) et une partie orientale (en violet).

Théodose est remplacé par Arcadius âgé de dix-huit ans, à l'Est, et Honorius, âgé de dix ans, à l'Ouest. La notion d'unité impériale  persiste, mais les divergences entre les deux royaumes s'élargissent. Un général romain occidental d'origine à moitié vandale, Stilicon, annonce que Théodose mourant l'a nommé gardien des deux empereurs, mais sa prétention à gouverner l'Empire romain oriental est contestée par le préfet du prétoire Rufinus,. Profitant de leur conflit, Alaric Ier, le chef d'un groupe de Goth connu sous le nom de Wisigoths, établit un nouveau centre de pouvoir dans les Balkans. Attaquant l'empire par l'est, les Huns pillent la Syrie et la Cappadoce. Rufin est assassiné par Gaïnas en novembre 395. Au cours de la lutte de pouvoir qui s'ensuit, l'eunuque Eutropius prend le pouvoir avec le consentement d'Arcadius. En 397, Stilichon envahit Achaea pour attaquer Alaric, mais Eutropius s'inquiète des ambitions de Stilicon. Sur ses conseils, Arcadius déclare Stilicon ennemi public, le forçant à retourner vers l'ouest. Eutropius étant impopulaire, l'émeute des troupes gothiques en Phrygie fournit un prétexte à Gainas pour obtenir sa déposition en 399. Gainas prend le contrôle de l'administration de l'État, mais une émeute anti-gothique à Constantinople permet à Arcadius de le destituer avec le soutien d'un autre général gothique Fravitta. 
L'empire fait face à de nouvelles vagues de migrations  probablement déclenchées par l'expansion des Huns vers l'ouest. Vers 405, un groupe mixte de peuples envahit l'Italie sous le commandement d'un chef gothique Radagaisus, mais Stilicon les vainc à Florence . Le 31 décembre 406, des dizaines de milliers de Vandales, Alains, Suèves, Sarmates et « Pannoniens hostiles » traversent le Rhin pour gagner la Gaule.   L'insécurité conduit à des insurrections en Grande-Bretagne et les troupes rebelles proclament leurs commandants empereurs, mais un seul d'entre eux, Constantin IIIe  consolide sa position. Il traverse la Manche et rétablit la paix le long du Rhin par des traités avec les Francs, les Alamans et les Burgondes. La crise occidentale  compromet la position de Stilicon.  
Quand Arcadius meurt le 1er mai 408, son fils âgé de sept ans Théodose II lui succède sous la tutelle du préfet du prétoire Anthémius. Chef hunnique, Uldin envahit les Balkans et exige un tribut, mais Anthémius en soudoyant ses lieutenants le force à abandonner la campagne .   Profitant de la méfiance des Romains envers les mercenaires étrangers de Stilichon, son ancien protégé Olympius  organise un coup d'État et fait l'exécuter Stilicon.  À la recherche d'une nouvelle patrie, les Vandales et leurs alliés quittent la Gaule et envahissent la péninsule ibérique. Constantin IIIe nomme son fils Constant pour prendre le commandement de la défense, mais le général Gerontius désobéit et proclame  à Tarraco Maxime empereur .  Alaric envahit l'Italie à l'automne 408 et exige un hommage et sa nomination à un poste militaire supérieur, mais ses négociations avec Honorius échouent. À sa demande, le Senat  proclame  empereur un aristocrate romain Priscus Attale, mais Honorius résiste à Ravenne avec le soutien des renforts romains orientaux. Alaric attaque Rome et les Wisigoths saccagent la ville le 24 août 410. Leur prise de l'ancienne capitale choque le monde romain. Après avoir abandonné Rome, Alaric décide de conquérir les riches provinces d'Afrique du Nord, mais une tempête  détruit sa flotte et il meurt dans le sud de l'Italie.  
Comme Honorius ne peut plus garantir la défense de la Grande-Bretagne, en 410 il suggère aux provinciaux d'assurer leur propre protection. L'afflux de pièces de monnaie romaines s'arrête, indiquant que la Grande-Bretagne a cessé de faire partie intégrante du monde romain.  Les Vandales et leurs alliés prennent le contrôle de la plupart des provinces romaines dans la péninsule ibérique, et le successeur d'Alaric, Athaulf conduit les Wisigoths en Gaule depuis l'Italie.  Maximus attaque Constantin IIIe en Gaule, mais ses troupes l'abandonnent à l'arrivée inattendue de l'armée d'Honorius sous le commandement du général Constance. Maxime s'enfuit et Constantin IIIe est exécuté, mais l'unité romaine occidentale n'est pas restaurée. Avec le soutien des Bourgons, des Alains et des Wisigoths, un aristocrate gaulois Jovin est déclaré empereur sur le Rhin. Son alliance avec les Wisigoths est éphémère car Honorius convainc Athaulf d'abandonner Jovin en promettant l'approvisionnement alimentaire de son peuple. Bien qu'Athaulf ait assassiné Jovin, les Romains ne livrent pas le grain promis. Athaulf  épouse la demi-sœur d'Honorius, Galla Placidia, capturée lors du sac de Rome, mais est victime d'un complot wisigoth en 415. Constance restaure la domination romaine dans le sud et le centre de la péninsule ibérique et cède la Gaule aquitaine aux Wisigoths en échange de leur aide contre les Vandales, les Alans et les Suebi.  

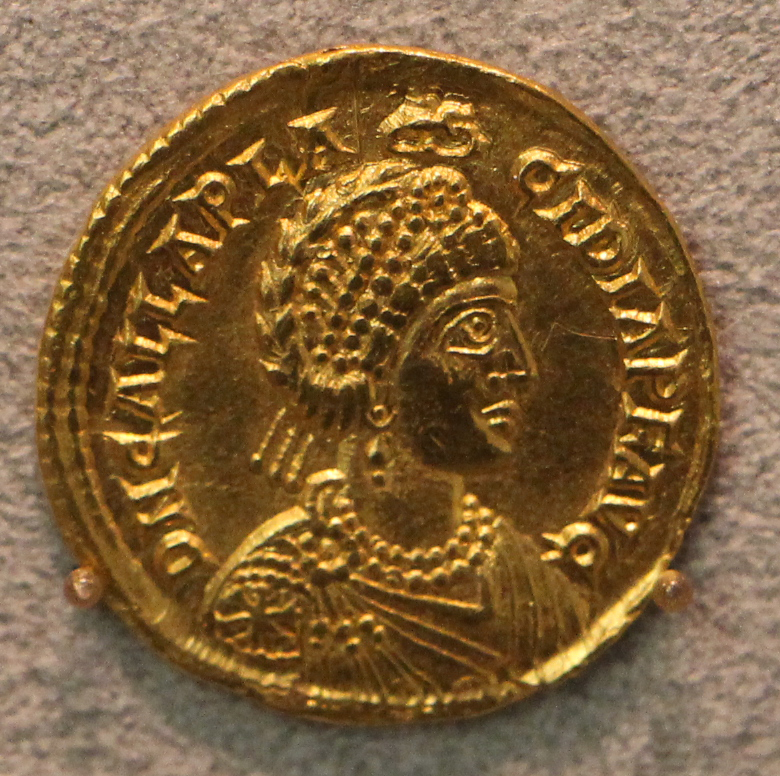
Solidus en or représentant Galla Placidia, une figure de la cour de deux empereurs romains d'Occident, son demi-frère Honorius et son fils Valentinien III

Constance épouse la veuve Galla Placidia et Honorius sans enfant les nomme Auguste et Augusta au début de 421, mais Théodose IIe ne reconnait pas la promotion de Constance. Constance meurt alors qu'il planifie une campagne militaire contre l'Empire romain d'Orient, et Galla Placidia perd la faveur d'Honorius. Elle s'enfuit à Constantinople avec ses enfants, Valentinien et Honoria  le 15 août 423 peu de temps avant la mort d'Honorius. Trois mois plus tard, un haut fonctionnaire, Jean est élu empereur à Rome, mais Théodose proclame César Valentinien, âgé de six ans. En préparation d'une invasion de l'Empire romain d'Orient, Jean nomme cura palatii (« conservateur du palais ») Flavius Aetius afin qu'il recrute des troupes mercenaires huns. Aetius qui a passé comme otage des années chez les Huns, réussit, mais lorsqu'il retourne en Italie, un corps expéditionnaire romain oriental a vaincu l'armée de Jean. Jean est exécuté et Valentinien est reconnu comme le nouvel empereur de l'ouest. Aetius persuade ses mercenaires huns de quitter l'Italie en échange de sa nomination en tant que nouveau commandant militaire en Gaule. Comme Valentinien est encore mineur, des officiers de haut rang comme Aetius et le commandant militaire d'Afrique Boniface se disputent le pouvoir.  
Les Vandales et les Alains subissent de lourdes pertes lors de leurs combats avec les Romains et les Wisigoths en Ibérie et leur roi Genséric décide en 429 de les guider vers l'Afrique du Nord . Ils débarquent à Tanger et Boniface ne peut arrêter leur avance. Le général romain d'Orient Aspar vient au secours de Carthage, mais Boniface reçoit l'ordre de retourner en Italie, probablement par Galla Placidia qui avait besoin de son soutien contre Aetius. Boniface met Aetius en déroute à Rimini, mais il meurt des blessures reçues au combat. Aetius obtient le soutien des Huns, imposant sa nomination en 433 de commandant suprême de l'armée romaine occidentale . En deux ans, les renforts romains orientaux quittent Carthage et Valentinien conclut un traité de paix avec les Vandales, reconnaissant leur appropriation d'une grande partie de l'Afrique du Nord. Les Huns ont entre-temps établi leur nouvelle base de pouvoir dans les plaines le long de la rivière Tisza et Valentinien doit leur céder la Pannonie.  
Les Huns reçoivent annuellement 350 livres d'or de l'Empire romain d'Orient, ce montant est doublé dans un nouveau traité en 434. Le même traité interdit aux Romains de recevoir des fugitifs de l'Empire hunnique, mais l'afflux de demandeurs d'asile ne peut être stoppé.  Les vandales ont repris la guerre et ont capturé Carthage en 439.  Théodose a envoyé des troupes de secours en Afrique du Nord, mais une invasion hunnique des Balkans du nord le force à abandonner la campagne navale.  En échange du renouvellement du traité de paix, Théodose accepte de payer un tribut annuel plus élevé, 1 400 livres d'or, mais après le retour de sa flotte d'Afrique du Nord, il cesse de le payer.  En 442 Valentinien reconnait la conquête des Vandales de deux provinces riches, Africa proconsularis et Byzacène en échange de leur abandon du reste du Maghreb. Les Vandales construisent une nouvelle flotte devenant une puissance navale en Méditerranée occidentale. En 447, pour faire respecter le paiement du tribut des Romains de l'Est, le roi hunnique Attila  pille les Balkans jusqu'à Constantinople et les Thermopyles. Il ne retire ses troupes que lorsque Théodose IIe  accepte de payer 6 000 livres d'or en compensation des arriérés et porte le tribut annuel à 2 100 livres d'or. 

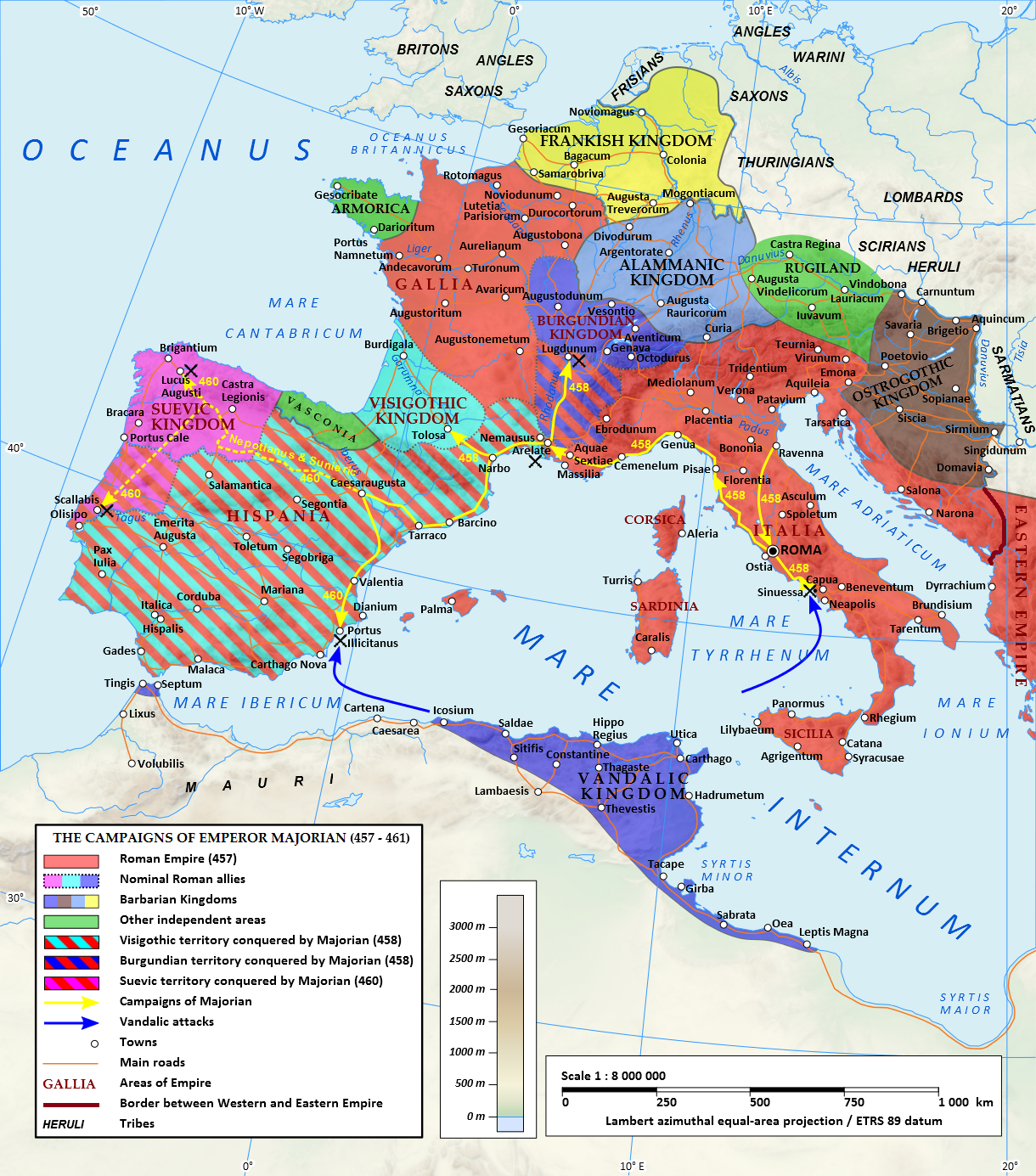
Royaumes germaniques sur l'ancien territoire romain et les ruines de l'Empire romain d'Occident vers 460

Théodose, sans enfant, meurt dans un accident de cheval le 28 juillet 450. Sa sœur Pulchérie, sans consulter Valentinien choisit comme mari Marcien  un commandant militaire âgé. Marcien est proclamé empereur à Constantinople fin août. En apprenant le plan d'Attila concernant une campagne militaire dans l'ouest, il  arrête les paiements d'hommage aux Huns.   Attila lance une incursion massive en Gaule à la tête d'une armée mixte de Huns et de peuples soumis. Aetius rassemble des troupes romaines, wisigothiques et bourguignonnes et en juin 451 engage l'ennemi aux  champs catalauniens. Bien que la bataille n'ait pas été concluante, Attila se retire de la Gaule. L'année suivante, il envahit l'Italie, mais des problèmes d'approvisionnement et une épidémie l'obligent à nouveau à se retirer. Il meurt subitement d'une hémorragie en 453. En un an, l'Empire hunnique s'effondre à cause d'une guerre civile entre ses fils et d'une révolte des peuples soumis. Avec la disparition de la menace hunnique, Valentinien se débarrasse du dominateur Aetius avec l'aide de son courtisan eunuque Héraclius qui assassine le général en septembre 454. La mort d'Aetius est vengée par ses deux vassaux qui assassinent Valentinien le 16 mars 455.  
Les fonctionnaires qui séjournent à Rome  proclament l'un des leurs Petronius Maximus comme successeur de Valentinien. Il épouse la veuve de Valentinien Licinia Eudoxia. La fille aînée de Valentinien Eudocia est mariée au fils de Maximus, Palladius, rompant ses fiançailles avec l'héritier de Gaiseric, Huneric.   Les Vandales occupent les restes de l'Afrique romaine et Geiseric envoie sa flotte contre Rome. La nouvelle de l'arrivée des navires vandales sème la panique dans la ville et le 31 mai la foule massacre Maximus et Palladius . Les vandales saccagent Rome pendant deux semaines et capturent de nombreux prisonniers, parmi lesquels Licinia Eudoxia et ses deux filles, Eudocia et Placidia. Alors que Rome est dans l'anarchie, les troupes gauloises proclament leur commandant Avitus empereur. Il accourt à Rome, mais ses tentatives d'assurer coûte que coûte la nourriture et le salaire de ses soldats gaulois et wisigoths provoquent un mécontentement général. En octobre 456, deux puissants généraux Ricimer et Majorien prennent les armes contre lui, imposant son abdication. Les deux généraux entrent en négociations avec Marcien au sujet de la succession d'Avitus, mais Marcien meurt à Constantinople le 26 janvier 457. Le gendre de Marcien, Anthémius est ignoré et Aspar assure le trône romain oriental pour le compte de l'empereur byzantin Thrace Léon son lieutenant. Léon récompense Ricimer et Majorien avec les honneurs et les deux généraux  s'accordent pour que Majorien  gouverne l'Empire d'Occident d'abord en tant que César, puis en tant qu'Auguste. Majorien restaure la domination impériale en Gaule et  lance des campagnes  contre les Wisigoths et Suebi, mais sa position s'affaiblit après que les Vandales aient écrasé sa flotte à  Carthagène en 460,.
Ricimer capture et exécute Majoran et proclame  empereur en 461 Libius Severus, un homme d'origine inconnue. Leo et la plupart des généraux romains occidentaux ne reconnaissent pas l'ascension de Severus. L'Empire romain d'Occident se  désintègre alors qu'Aegidius domine la Gaule et que Marcellinus prend le pouvoir en Dalmatie. Les Vandales s'emparent de la Corse, de la Sardaigne et Baléares. Sévère meurt en novembre 465. Un interrègne de seize mois s'ensuit jusqu'à ce que Ricimer et Leo acceptent Anthemius comme candidat de compromis. Marcellin accompagne Anthemius à Rome et Ricimer épouse Alypia, la fille d'Anthemius. Les forces de l'Est et de l'Ouest s'unissent pour mener une attaque commune contre les Vandales en Sardaigne et en Sicile, mais pendant la campagne, Marcellinus est assassiné, probablement sur l'ordre de Ricimer. En Gaule, le gouvernement impérial abandonne les provinciaux à leur sort.  Après la mort d'Aegidius en 464, son fils Syagrius gouverne les enclaves romaines.  A l'est, Leo  promeut la carrière d'un commandant isaurien Zénon pour diminuer le pouvoir d'Aspar. Il marie sa fille Ariane à Zénon, sa fille cadette Leontia est  mariée au fils d'Aspar Patricius qui a été fait César à cette occasion. En 471, une émeute populaire éclate contre Aspar et ses troupes principalement gothiques à Constantinople, permettant à Leo d'arrêter et d'assassiner Aspar. Les mercenaires gothiques se mutinent et la rébellion permet aux  Ostrogoths, d'envahir les Balkans, et aux Gépides de s'emparer de Sirmium. Léon ne peut arrêter les Ostrogoths que par des concessions de terres en Macédoine et en Thrace. 
La relation entre Ricimer et Anthemius se tend et Ricimer attaque Rome avec l'aide de son neveu bourguignon Gondebaud. Leo nomme un aristocrate romain Olybrius pour servir de médiateur entre Anthemius et Ricimer. Olybrius épouse  Placidia, la fille cadette de Valentinien III. À son arrivée à Rome, il est proclamé empereur par Ricimer. En juillet 472, Rome se rendi et les troupes de Ricimer tuent Anthemius, mais Ricimer et Olybrius meurent avant la fin de l'année. Après un interrègne de cinq mois, Gundobaud nomme empereur Glycérius, un fonctionnaire de la cour, mais Leo envoie le neveu de Marcellin Julius Nepos à Rome pour réclamer le trône impérial. Le père de Gundobad, le roi bourguignon Gondioc, meurt en 473, et il quitte l'Italie pour réclamer son héritage. Après le départ de son protecteur, Glycerius abdique en faveur de Julius Nepos.  À Constantinople, en 474 Leo est remplacé par son petit-fils de sept ans, Leo II. Son père Zeno assuma la régence. Lorsque l'enfant-empereur meurt avant la fin de l'année, Zénon devient le nouvel empereur. Sa belle-mère Verina et son frère Basiliscus  avec le soutien du général isaurien Illus et du chef ostrogoth Théodoric Strabon le forcent à fuir Constantinople. Basiliscus est proclamé empereur, mais iperd le soutien populaire en raison de ses interventions dans les affaires de l'Église. Zénon retourne à Constantinople en 476 et dépose Basiliscus sans grande opposition.  À Rome, un général pannonien Oreste se mutine contre Julius Nepos, le forçant à se retirer en Dalmatie. Oreste proclame à Ravenne son fils Romulus Augustulus  nouvel empereur, mais ne pouvant payer ses troupes celles-ci se rebellent. Le 4 septembre 476 un de leurs commandants, Odoacre, capture Oreste et dépose Romulus Augustulus.  

## Survie et reconquête
L'historien du début du VIe siècle Marcellinus Comes déclare que «l'Empire d'Occident du peuple romain a péri» avec la déposition de Romulus Augustulus. La nomination d'Odoacre en tant que patricius par Zénon légitime sa position de dirigeant qui s'est  fait rex (« roi ») dans les documents officiels. Il  reconnaît Julius Nepos et Zeno comme empereurs et  frappe des pièces en leur nom. Le roi wisigoth Euric  capture Arles et Marseille en Gaule. Après que Zeno ait confirmé sa conquête, Euric  commence la conquête  de la péninsule ibérique. En 480, Julius Nepos est assassiné et Odoacre s'empare de la Dalmatie.   Syagrius meurt en combattant les Francs à Soissons et leur roi Clovis Ier  conquiert en 486 la dernière enclave romaine en Gaule .  Zeno est incapable de stabiliser son règne à l'est. Les troupes ostrogothes impayées lancent des raids de pillage contre les provinces des Balkans et Théodoric Strabon faillit capturer Constantinople avant de mourir dans un accident de cheval en 481. La prétention de Zénon à régner est contestée par son beau-frère Marcianus en 479 et par le général isaurien Leontius en 484, mais il les surmonte avec le soutien de troupes rassemblées à la hâte. Pour éliminer la menace ostrogothe des Balkans, il offre le royaume d'Odoacre au roi ostrogoth Théodoric l'Amal, qui achève la conquête de la Dalmatie et de l'Italie entre 488 et 493. Il fait exécuter Odoacre.  
Comme Zeno survit à ses deux fils, sa mort  provoque en avril 491 une crise de succession . Son frère Longinus peut  prétendre au trône, mais les hauts fonctionnaires le méprisent. Sur leur intervention, la veuve Ariane  choisit un ancien fonctionnaire de la cour, Anastasius I Dicorus, comme deuxième mari et nouvel empereur. Il  exile Longinus en Égypte et ses troupes  écrasent une révolte des partisans de Longinus en Isaurie. Des émeutes populaires et des combats de rue entre les fans de deux équipes de course, les Verts et les Bleus, causent beaucoup de destruction à Constantinople. Le Bas-Danube est  à peine défendu, permettant aux groupes huns, bulgares et slaves de faire des  raids de pillage dans les provinces balkaniques.  À l'est, les Arabes  attaquent la Syrie et la Palestine, et en 502 le roi sassanide Kavad Ier  exige un hommage d'Anastase . Anastase  refuse, mais après des années d'invasions mutuelles, promet de payer un hommage annuel symbolique de 36 900 nomismata.  Il meurt le 8 juillet 518. Deux jours plus tard, le Sénat élit empereur le commandant latin de la garde du palais Justin Ier. Il convoqua ses proches à la cour impériale et nomme des Illyriens à de hautes fonctions.   En Italie, Théoderic découvre que les sénateurs romains discutent d'une restauration de la domination romaine et les fait arrêter  en 523 pour trahison. Son magister officiorum , ou maître des offices, Boèce figure parmi les suspects, et Théodoric le fait exécuter. Les rois chrétiens du Caucase Lazica et Iberia cherchent la protection de Justin contre les Sassanides. En représailles, Kavad I reprend la guerre contre les Romains. 
Justin, sans enfant et malade nomme son neveu Justinien Ier Auguste peu de temps avant sa mort le 1er août 527.  Justinien met en œuvre des réformes  pour améliorer l'administration de l'État et l'armée. Il  continue la guerre contre les Sassanides, mais ni l'armée romaine ni l'armée perse n'ont pu remporter une victoire décisive. Au printemps 532, Justinien et le nouveau roi sassanide Khosrow I concluent un traité de paix par lequel Justinien paye 11 000 livres d'or, en rémunération de la défense des cols caucasiens par les Sassanides.  Justinien introduit des mesures contre les émeutiers pour rétablir l'ordre public dans les grandes villes. Après une émeute sanglante à la suite des courses du 10 janvier 532, sept supporteurs des équipes de course sont arrêtés pour meurtre. Cinq sont exécutés, mais un de l'équipe bleue et un de l'équipe verte se sont échappés. Trois jours plus tard, lors de la course suivante, les Bleus et les Verts lancent des appels publics infructueux à Justinien au nom des deux condamnés. Les fans des deux clubs s'unissent dans une émeute, scandant le mot Nika ("Conquer!") Comme cri de ralliement. L es émeutes de Nika durent moins d'une semaine, les émeutiers détruisent une grande partie du centre-ville. Les trois généraux de Justinien, Narses, Bélisaire et Mundus, écrasent l'émeute, massacrant au moins 30 000  citadins. 

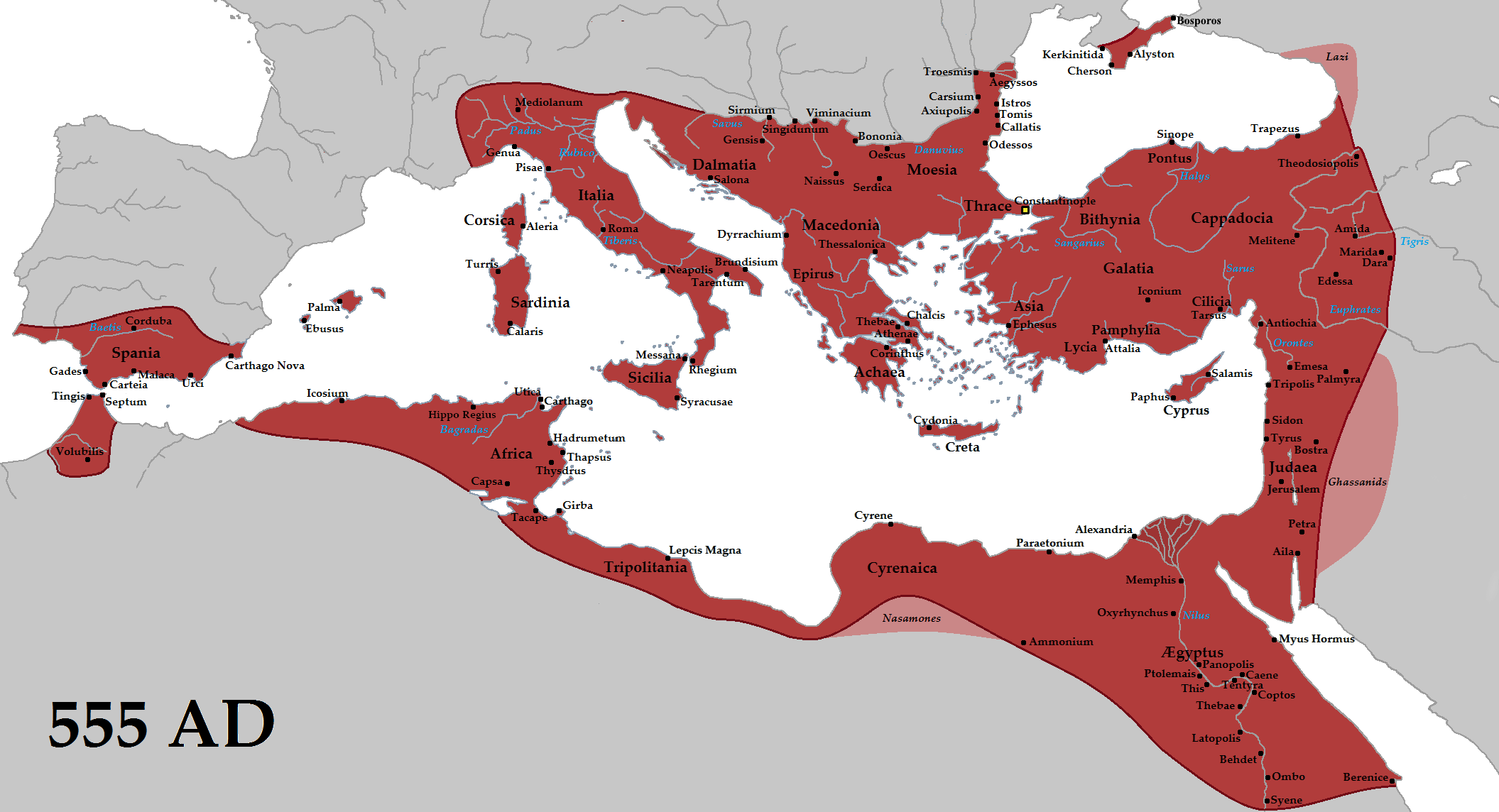
L'Empire romain vers 555

En 530, le roi vandale pro-romain Hildéric est déposé par son cousin Gélimer . Les insurrections suivent en Sardaigne et en Tripolitaine fournissant à Justinien le prétexte pour intervenir. Au début de 533, il nomme Bélisaire pour diriger l'invasion du royaume vandale . La fille de Théodoric, Amalasonte, qui règne sur le royaume Ostrogoth en Italie en tant que régente de son fils Athalaric, autorise les forces expéditionnaires romaines à utiliser le port de Syracuse. En un an, Bélisaire vainc les Vandales avec le soutien de la  population indigène et conquiert leur royaume. La pacification des territoires nord-africains reconquis dure des années en raison des émeutes des tribus berbères indisciplinées et de leur coopération avec les troupes romaines rebelles. En Italie, Athalaric est mort  en 535 assassiné par le cousin d'Amalasonte, Théodat.   Une catastrophe probablement la poussière d'une éruption volcanique majeure, a assombri le soleil entre le 24 mars 535 et 24 juin 536. La basse température  provoque des mauvaises récoltes et une famine s'ensuit.  La catastrophe n'empêche pas Justinien d'entrer en guerre contre les Ostrogoths . En 535, Mundus  conquiert la Dalmatie et Bélisaire prend la Sicile. Au cours des cinq années suivantes, Bélisaire occupe presque toute l'Italie, mais un royaume ostrogoth survit dans le nord.  Profitant de la concentration des troupes romaines en Italie, les Bulgares lancent un raid de pillage sur les Balkans et Khosrow reprend la guerre. Il envahit la Syrie, pille Antioche et rétablit la suzeraineté sassanide sur Lazica. 
De 541 à 543, une épidémie de peste bubonique ravage l'Empire romain et ses voisins. Le nombre de morts est énorme, en particulier dans les plus grandes villes. L'épidémie se déclare  plusieurs fois. Justinien attrape la peste mais en survit.   Bien que l'Empire sassanide ait également été frappé par la peste, Khosrow fait une nouvelle incursion contre la Syrie en 544. Son siège d'Édesse échoue, et au début de l'année suivante, il signe une trêve de cinq ans en échange de la somme f de 144 000 nomismata .  Le conflit entre les deux empires permet au roi Ostrogoth, Totila, d'expulser les Romains d'une grande partie de l'Italie. En 546 et 550, coopérant avec les troupes romaines impayées, il s'empare temporairement de Rome  . Justinien envoie Narses avec des troupes fraîches en Italie et en 552 il bat les Ostrogoths à Taginae . Totila périt sur le champ de bataille et son successeur Teia meurt en combattant lors de la bataille de Mons Lactarius . Le royaume ostrogoth s'effondre, bien que  jusqu'en 562que de petits groupes ostrogoths aient résisté à Cumes et à divers endroits .  En 551, un aristocrate wisigoth rebelle, Athanagilde, cherche l'alliance romaine contre le roi Agila Ier . Justinien nomme le préfet du prétoire d'Italie Libérius pour diriger un corps expéditionnaire contre le royaume wisigoth. Coopérant avec les rebelles romains, Libérius conquiert le sud de l'Hispanie.  Dans les années 550, pour défendre les provinces balkaniques contre de nouveaux raids des Hunnic Utigurs, les Romains persuadent  les Kutrigurs, de les attaquer . Les Kutrigurs sont attaqués de l'est par les Avars nomades. Les tensions le long de la frontière occidentale se transforment en un nouveau conflit armé entre Rome et les Sassanides jusqu'à ce qu'en 562 un nouveau traité de paix soit signé pour cinquante ans . 

## Conséquences de l'expansion

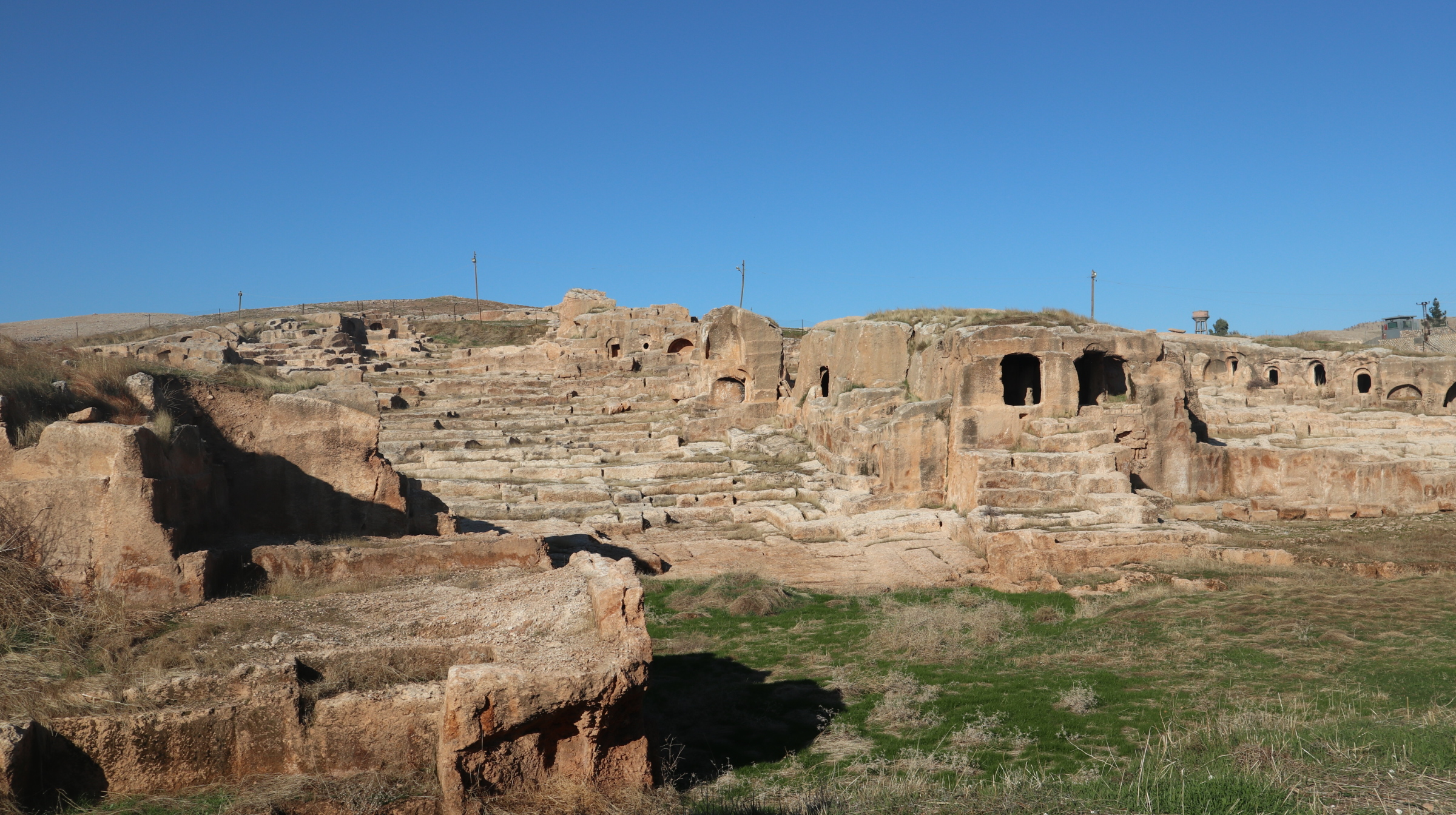
Ruines de Dara, une importante forteresse à la frontière romano-perse en Mésopotamie

Justinien, comme le souligne l'historien Warren Treadgold, "avait ajouté plus de terres à l'empire que n'importe quel empereur sauf Trajan et Auguste",  mais la préservation du status quo territorial était une entreprise coûteuse. Lorsque Justinien meurt le 14 novembre 565, le seul courtisan présent, le sacellarius Callinicus déclare que l'empereur mourant avait nommé son neveu Justin II comme son unique héritier. La mort de Justinien n'est annoncée qu'après le couronnement de Justin.  Les Avars ont vaincu les Gépides et conquis en 567 leur royaume en alliance avec les Lombards . Après la chute des Gépides, les Romains s'emparent de Sirmium et le roi lombard Alboin se rend compte qu'il ne peut pas résister à une invasion Avar de la Pannonie.  Il conduit son peuple en Italie où il occupe la vallée du Pô . Après l'assassinat d'Alboin en 573, d'ambitieux chefs lombards poursuivent la conquête, mais l'Italie centrale, Naples, la Calabre et la Sicile restèrent sous domination romaine. Dans le sud de la péninsule ibérique, le roi wisigoth Liuvigild prend Málaga, Medina-Sidonia et Córdova aux Romains. Un roi berbère Garmul cible l'Afrique du Nord et inflige des défaites majeures aux Romains.   Après une révolte arménienne, Justin reprend la guerre contre la Perse, mais les Perses stoppent l'invasion romaine et Khosrow  prend Dara le 15 novembre 573. En apprenant la chute de cette forteresse clé de la défense romaine, Justin fait une dépression nerveuse. Sa femme Sophia et les sénateurs le convainquent à la fin de 574 de nommer son ami le général thrace Tibère César . 
Tibère paie 45 000 solidi à Khosrow pour une paix d'un an. Un an plus tard, il accepte de payer un tribut annuel de 30 000 solidi. Il est proclamé Auguste peu de temps avant la mort de Justin le 26 septembre 578. Il veut renouveler le traité de paix avec les Perses, mais le nouveau roi sassanide Hormizd IV refuse. Tibère nomme un général cappadocien Maurice  commandant de l'armée orientale. Les troupes impayées sont au bord de la mutinerie, mais Maurice adopte une tactique offensive jusqu'à ce qu'une contre-invasion perse le force à battre en retraite. Incapable de faire la guerre sur deux fronts simultanément, Tibère laisse les frontières balkaniques sans défense.  Il  embauche les Avars pour empêcher les raids slaves sur le Bas-Danube, mais il ne paie pas le tribut annuel promis — environ 1 100 livres d'or —. En représailles, les Avars s'emparent de Sirmium en 582. Dès lors, les Slaves traversent le Bas-Danube et commencent à s'installer sur le territoire romain.
Sur son lit de mort, Tibère  qui n'avait pas de fils  proclame Maurice Auguste. Lorsque Tibère meurt en août ou octobre 582, Maurice lui succède comme seul empereur. Il est le premier empereur à parler grec depuis Anastase. Il  épouse la fille de Tibère, Constantina .   Il engage le roi franc Childebert II pour attaquer les Lombards, et avec l'aide des Francs, les Romains stoppent l'expansion lombarde en Italie. Les Avars et les Slaves font des raids dévastateurs jusqu'à Marcianopolis et Thessalonique, mais les deux villes résistent. En 590, un général persan rebelle, Bahram Chobin, assassine Hormizd IV et force son héritier Khosrow II à demander l'asile aux Romains. Khosrow approche Maurice pour obtenir de l'aide et Maurice désigne le général Narses pour envahir l'empire sassanide. Les Romains et les partisans de Khosrow mettent Bahram en déroute lors de la bataille du Blarathon . Après avoir retrouvé son trône, Khosrow cède aux Romains l'Arménie et la Mésopotamie orientale. La paix permet à Maurice de déplacer ses troupes dans les Balkans et  lancer après 593 une série d'invasions contre les territoires slaves et avars .  Lorsqu'une famine provoque une émeute à Constantinople en 602, Maurice ordonne à une armée romaine d'hiverner en territoire slave., mais les troupes se mutinent et proclament empereur le centurion Phocas . Phocas conduit ses partisans à Constantinople, et une émeute force Maurice à fuir la ville. Après que Phocas ait obtenu le soutien des Verts et du Sénat, le patriarche Cyriaque II de Constantinople le couronne empereur le 23 novembre. Quatre jours plus tard, Maurice et ses fils sont capturés et exécutés.  

## Désintégration
Phocas  remplace des officiers de haut rang par ses proches et fait face à des émeutes populaires à Constantinople. Les Avars et les Lombards font des raids  contre la Dalmatie, et les troupes slaves au service d'Avar aident les Lombards à prendre Crémone et Mantoue. À l'est, Narsès prend les armes en faveur d'un jeune prétendant, Théodose, le fils de Maurice affirmant qu'il  aurait survécu à la purge. Un traité de paix conclu à la hâte avec les Avars permet à Phocas de déployer des troupes contre Narses depuis les Balkans. Alors que les Balkans sont sans défense, les Slaves reprennent leurs raids et attaquent Thessalonique. La révolte de Narses fournit à Khosrow II  le prétexte de détruire Dara en 604. Narses dupé dans la reddition avec une promesse d'amnistie est fait brûler vif par Phocas.  
En 608, la peste et une mauvaise récolte provoquent la famine . Le vieux camarade de Maurice, Héraclius, gouverneur de l'Afrique romaine, se révolte et refuse d'expédier du grain à Constantinople. Il  envoie une flotte en Sicile sous le commandement de son fils et homonyme, et  nomme son neveu Nicetas pour envahir l'Égypte. Phocas est contraint de déplacer des troupes des provinces orientales vers l'Égypte, permettant aux Perses de faire des raids jusqu'au Bosphore. En 610, Nicétas vainc les forces loyalistes en Égypte et le jeune Héraclius s'embarque pour Constantinople. À son arrivée en octobre, les Verts et le commandant de la garde impériale, Priscus désertent. Une foule capture Phocas et le remettent à Héraclius, qui l'aurait décapité en personne.  
À l'ascension d'Héraclius, l'empire est en ruine. Son père est mort en Afrique et il concentre ses troupes en Anatolie nommant Priscus comme  commandant. Entre 610 et 613, les Perses s'emparent de Kayseri en Cappadoce, d'Antioche, d'Apamée et d'Homs en Syrie. Héraclius renvoie Priscus et prend en personne le commandement de l'armée anatolienne, mais les Perses le mettent en déroute près d'Antioche. Le général sassanide Shahrbaraz s'empare de Damas et de Jérusalem. Après avoir quitté Jérusalem, les chrétiens expulsent sa garnison, mais il revient  et  conquiert la ville . Il déporte  la population chrétienne en Perse. Pendant ce temps, les tribus slaves s'emparent d' une grande partie de l'Illyrie, les Avars prennent  Salone, Niš et Serdica, et les Wisigoths ont conquis la plupart des territoires romains de la péninsule ibérique.  

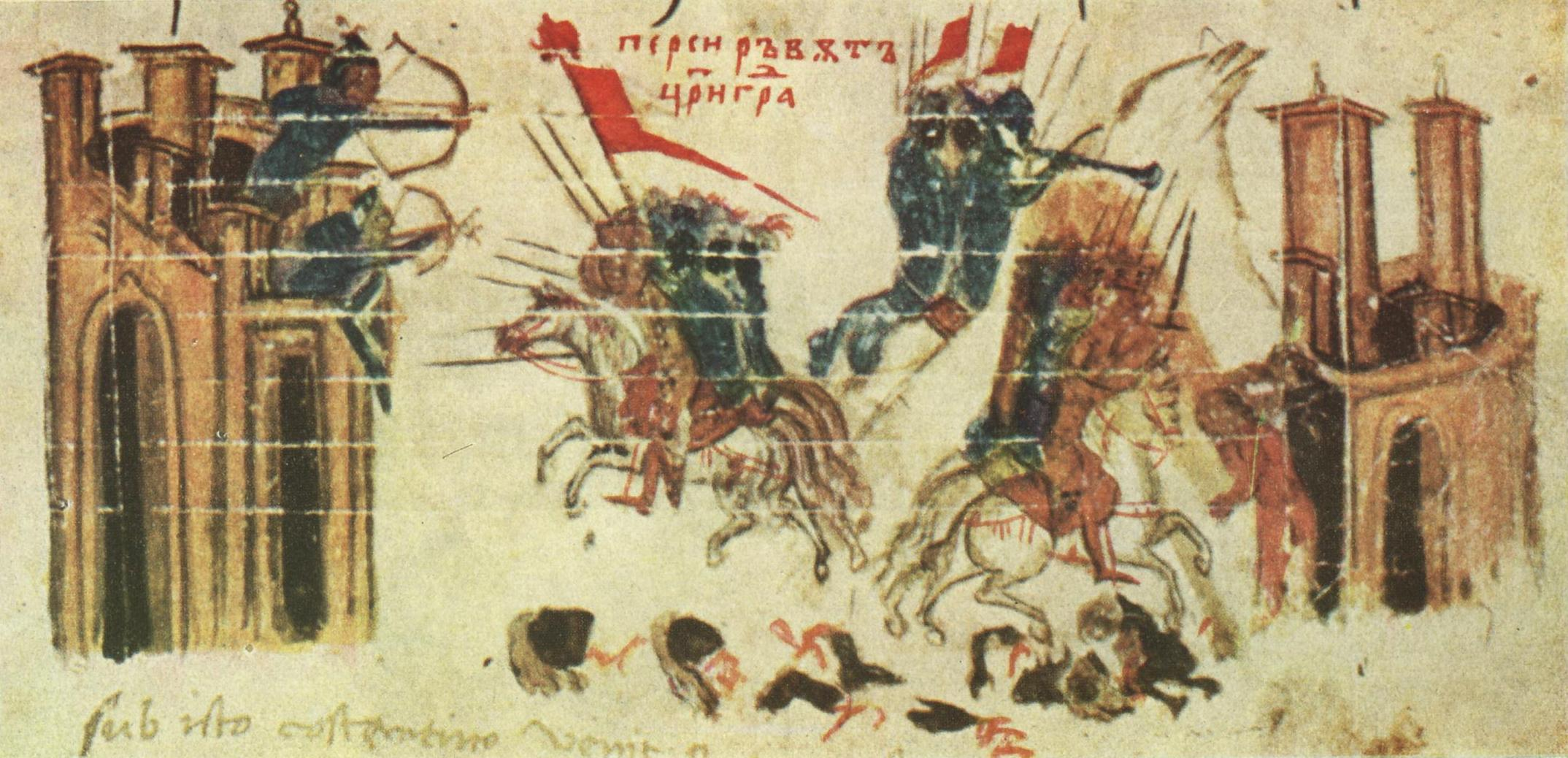
Les troupes sassanides attaquent Constantinople et Héraclius assiège une forteresse perse en 626 (d'après un manuscrit du XIVe siècle de la Chronique de Constantin Manassès)

L'invasion perse se poursuit : Shahrbaraz occupe l'Égypte en 620, et un autre général perse, Shahin, lance des raids dévastateurs contre l'Anatolie. Héraclius n'a pu rassembler de nouvelles troupes qu'après avoir convaincu le patriarche Serge Ier de Constantinople de prêter de l'or et de l'argent à l'État. Au début de 622, il fait une trêve avec les Avars et attaque les Perses en Anatolie. Il vainc Shahrbaraz en Cilicie, mais la nouvelle d'une invasion Avar de Thrace le force à retourner à Constantinople. Il  paie 200 000nomismata aux Avars pour le renouvellement de la trêve, et se hâte de retourner sur le théâtre oriental de la guerre. À l'été 626, les Perses et les Avars unissent leurs forces lors d'une attaque infructueuse contre Constantinople. Les Slaves se révoltent contre leurs seigneurs Avar et les empêchant d'attaquer les Romains. Héraclius reprend l'invasion de l'Empire sassanide et met les Perses en déroute à Ninive . Khosrowest assassiné et son fils Kavad IIe conclut un traité de paix avec Héraclius, abandonnant tous les territoires que ses prédécesseurs avaient conquis aux Romains après 591. L'empire sassanide plonge dans l'anarchie et la domination romaine est rétablie en Syrie et en Égypte.  
Au début du VIIe siècle, les Romains ne considèrent pas les tribus arabes désorganisées du désert d'Arabie comme des ennemis  dangereux .  Cependant, les Arabes Ghassanids et Lakhmids ont été  impliqués dans les guerres romano-perses et l'arabisation du Proche-Orient a commencé. Les tribus arabes se sont installées sur des terres peu peuplées près de la frontière romano-persane, et les villes  syriennes et mésopotamiennes attirent les colons arabes. La situation  change  entre 622 et 632 avec l'unification des tribus du désert par le prophète islamique Mahomet . Après sa mort, son mouvement monothéiste est dirigé par ses successeurs, appelés califes, à la fois  dirigeants politiques et religieux de la communauté islamique. Menant le jihad, ou guerre sainte islamique, contre les « infidèles », les Arabes attaquent les territoires romains syriens et en 633 conquièrent Damas .  Héraclius déploie une armée de campagne romaine contre les Arabes, qui en 636 anéantissent l'armée romaine sur le Yarmuk Rivière en Syrie . La guerre contre la Perse ayant épuisé l'empire, Héraclius ne peut envoyer une seconde armée de campagne contre les envahisseurs qui s'emparent de la Syrie. Deux ans plus tard, les Arabes infligent une défaite  aux Perses à Qadisiyyah .  Alors que les Arabes continuent l'invasion, Héraclius envoie des renforts en Égypte, mais ne peut arrêter les envahisseurs. Le patriarche Cyrus d'Alexandrie offre un hommage annuel de 200 000nomismata au général arabe Amr ibn al-As pour une trêve et se rend à Constantinople pour demander la confirmation impériale. Héraclius refuse.  À l'arrivée de Cyrus, Héraclius mourant  décède le 11 février 641. 

## Conséquences
Le monde antique connait une fin brutale avec les premières conquêtes islamiques .  L'empire sassanide s'effondre et les Arabes  achèvent sa conquête en 651. L'Empire romain résiste, mais son territoire se rétrécit.  Avec la perte de la Syrie, de l'Égypte et de l'Afrique, Rome n'est plus la puissance méditerranéenne dominante, et l'État romain persiste principalement à l'est  dans l'ombre du plus puissant califat omeyyade .  Les citoyens restants de l'empire continuent à se considérer comme des Romains ( grec : Ρωμαίοι), cependant depuis 610 la langue officielle a est changée en grec. Le terme « Byzantins », appliqué à leur sujet de nos jours  est une des premières inventions  modernes. 

## Biographie
- (en) Cet article est partiellement ou en totalité issu de l’article de Wikipédia en anglais intitulé « History of the Later Roman Empire » (voir la liste des auteurs).

- Averil Cameron, The Later Roman Empire, AD 284–430, vol. 6, Fontana Press, coll. « Fontanta History of the Ancient World », 1993 (ISBN 978-0-00-686172-0)
- Hugh Elton, The Roman Empire in Late Antiquity: A Political and Military History, Cambridge University Press, 2018 (ISBN 978-1-108-45631-9)
- Garth Fowden, Late Antiquity: A Guide to the Postclassical World, The Belknap Press of Harvard University Press, 2000 (1re éd. 1999), 82–106 p. (ISBN 0-674-51173-5), « Religious Communities »
- [[Peter Heather|Peter Heather]], The Fall of the Roman Empire: A New History of Rome and the Barbarians, Oxford University Press, 2006 (1re éd. 2005) (ISBN 978-0-19-532541-6)
- A. D. Lee, From Rome to Byzantium, AD 363 to 565: The Transformation of Ancient Rome, vol. 8, Edinburgh University Press, coll. « The Edinburgh History of Ancient Rome », 2013 (ISBN 978-0-7486-2791-2)
- Stephen Mitchell, A History of the Later Roman Empire, AD 284–641, vol. 3, Wiley-Blackwell, coll. « Blackwell History of the Ancient World », 2017 (1re éd. 2007) (ISBN 978-1-118-31242-1)
- Warren Treadgold, A History of the Byzantine State and Society, Stanford University Press, 1997 (ISBN 0-8047-2630-2)